# Roberto Rosmaninho Mariz
Vitorino José Pereira Soares (ur. 13 stycznia 1974 w Rates) – portugalski duchowny rzymskokatolicki, biskup pomocniczy Porto od 2023.

## Życiorys
Święcenia kapłańskie otrzymał 19 lipca 1998 i został inkardynowany do archidiecezji Bragi. Pracował głównie jako duszpasterz parafialny, był także m.in. koordynatorem duszpasterstwa charytatywnego, asystentem ds. duszpasterstwa rodzin oraz wikariuszem biskupim ds. integralnego rozwoju ludzkiego.
26 maja 2023 papież Franciszek mianował go biskupem pomocniczym diecezji Porto, ze stolicą tytularną Vita. Sakry udzielił mu 23 lipca 2023 metropolita Bragi – arcybiskup José Cordeiro.